# Castell de Toneu
El Castell de Toneu és un edifici d'Oristà (Lluçanès) declarat bé cultural d'interès nacional.

## Descripció
Les restes del castell se situen al subsol del Serrat del Prat, al sud respecte el Prat del Toneu, al nord-est del terme. La seva planta s'adaptaria a l'orografia del turó. Es conserven restes en planta d'algun tram de mur al nord i nord-oest de l'inici del vessant del turó. La resta de murs i estructures, juntament amb les restes de l'evolució i ús de tot el conjunt se situen al subsol.

## Història
Castell que apareix com a tal el 1045 en el testament de Bernat Guifré de Balsareny. Després pràcticament desapareix de la documentació i segurament que passà a la canònica vigatana per donació del bisbe Guillem de Balsareny. Sobre el Prat de Toneu hi ha un puig, en el qual són perceptibles els vestigis del castell.